# Gnaw Their Tongues
Gnaw Their Tongues je eksperimentalni glazbeni projekt Mauricea de Jonga iz Drachtena u Nizozemskoj. Glazba koju izvodi kombinacija je black metala, noisea i dark ambienta. Do sada je objavio više od 30 izdanja, od čega desetak studijskih albuma. 

## Povijest
Projekt je 2004. godine, nakon niza godina glazbene aktivnosti, osnovao Maurice de Jong pod imenom Dimlit Hate Cellar. Ubrzo mijenja ime u Gnaw Their Tongues prema citatu iz Knjige Otkrivenja 16:10-11: "Peti izli svoju kupu na prijestolje zvijeri: njeno kraljevstvo bi time potopljeno u tminama. Ljudi grizoše jezik od boli; oni huliše Boga nebeskog zbog svojih patnji i svojih čireva, ali, ne pokajaše se od svojih djela." Prvi studijski album Spit at Me and Wreak Havoc on My Flesh samostalno je objavio 2006. godine. Od tada, počeo je objavljivati EP-a svakih par mjeseci. Od 2010. i šestog studijskog albuma L'arrivée de la terne mort triomphante u glazbi koristi više orkestralnih elemenata. De Jong svoju glazbu opisuje kao "apstraktnu vizualnu ideju smtri: bijelu, tihu i svečanu". Uz deset studijskih albuma, zasada posljednji Hymns for the Broken, Swollen and Silent iz 2016., objavio je mnoštvo EP-a, te split albuma i kolaboracija s drugim sastavima, kao što su Dragged Into Sunlight, Alkerdeel, Demonologist i dr.

## Diskografija
Studijski albumi
- Spit at Me and Wreak Havoc on My Flesh (2006.)
- Reeking Pained and Shuddering (2007.)
- An Epiphanic Vomiting of Blood (2007.)
- All the Dread Magnificence of Perversity (2009.)
- To Rend Each Other like Wild Beasts, till Earth Shall Reek with Midnight Massacre (2009.)
- L'arrivée de la terne mort triomphante (2010.)
- Per Flagellum Sanguemque, Tenebras Veneramus (2011.)
- Eschatological Scatology (2012.)
- Abyss of Longing Throats (2015.)
- Hymns for the Broken, Swollen and Silent (2016.)
- Genocidal Majesty (2018.)
- Kapmeswonden en haatliederen (2018.)

## Vanjske poveznice
- Službena stranica